# Gnidjazoun
Gnidjazoun è un arrondissement del Benin situato nella città di Bohicon (dipartimento di Zou) con 2.668 abitanti (dato 2006).